# Фудзияма
Фудзия́ма (Фудзи, Фудзисан, яп. 富士山 Фудзисано файле) — действующий стратовулкан на японском острове Хонсю в 90 километрах к юго-западу от Токио. Высота вулкана — 3776 м (пик Кенгамине, самая высокая точка в Японии). В настоящее время вулкан считается слабоактивным, последнее извержение было в 1707—1708 годах.
Вулкан имеет почти идеальные конические очертания и считается священным, служит объектом туризма, а также религиозного паломничества буддистского и синтоистского культов. Фудзи на протяжении веков являлась популярной темой в японском искусстве.
Фудзи является частным владением и находится в собственности синтоистского Великого храма Хонгу Сэнгэн (富士山本宮浅間大社 Фудзисан Хонгу: Сэнгэн Тайся), в котором хранится дарственная от сёгуна Токугава Хидэтада, датируемая 1609 годом.
На вершине Фудзи расположены синтоистский храм, почтовое отделение и метеостанция. Окрестности горы входят в состав Национального парка Фудзи-Хаконэ-Идзу. Объект Всемирного наследия ЮНЕСКО.

## Название

### Этимология
Современные кандзи, используемые для названия Фудзи, это 富 (богатство, обилие) и 士(благородный человек). Впрочем, вероятно, данные символы являются атэдзи: это означает, что они были выбраны исходя из произношения и не несут смысловой нагрузки.
Происхождение названия Фудзи остаётся неясным. В датированном X веком рассказе «Такэтори Моногатари» говорится, что название произошло от слова бессмертие (яп. 不死 фуси, фудзи), а также от множества (яп. 富 фу) солдат (яп. 士 си, дзи), поднимающихся по склону горы. В ранней народной этимологии утверждалось, что слово Фудзи произошло от 不二 (не+два) означающего «не имеющий себе равного», «несравненный». Другим утверждением было то, что основа — это 不尽 (не+исчерпывать), означающее «неисчерпаемость». Японский учёный периода Эдо, Хирата Ацутанэ, предположил, что название произошло от слова, означающего «гора, стоящая стройно, как рисовый колосок (хо)».
Британский миссионер Джон Батчелор (1854—1944) утверждал, что название происходит от айнского слова, означающего «огонь (фути) огненного божества (Камуй Фути)», что было опровергнуто японским языковедом Кёсукэ Киндаити (1882—1971), исходя из соображений фонетического развития (фонетическое изменение). Он также отметил, что хути означает «старая женщина», апэ — «огонь»; Апэ хути камуй — божество огня. Японские исследователи считают, что происхождение слова «фудзи» лежат скорее в языке ямато, чем в айнском. Топонимист Кандзи Кагами утверждал, что слово имеет тот же корень, что и слова «глициния» (фудзи), «радуга» (нидзи, есть также альтернативное фудзи) и происходит от их общности «красивый длинный склон».

### Варианты названий
Русская традиционная форма написания — Фудзияма, такое чтение не соответствует правилам японского языка, где иероглиф 山 (онъёми: «сан», кунъёми: «яма») гора, читается по чтении-онъёми: так как между иероглифами нет букв слоговой азбуки каны, то есть Фудзисан, где 富士 («Фудзи») название горы, а 山 (онъёми: «сан», кунъёми: «яма») обозначает «гора» и не является часть собственного имени Фудзи. Другие имена Фудзи устарели или применяются только в поэзии, среди них Фудзи-но яма (ふじの山, Гора Фудзи), Фудзи-но таканэ (ふじの高嶺, Высокий пик Фудзи), Фуё̄-хо̄ (芙蓉峰, Лотосовый пик), Фугаку (富岳, пик Фудзи). Корректное название горы на японском — Фудзисан (富士山), где последний иероглиф имеет значение «гора» и читается в данном случае в чтении-онъёми сан ; чтение-кунъёми этого иероглифа яма корректно при наличии между иероглифами букв азбуки каны как в случае Фудзи-но яма (富士の山).

## Геологическое строение
Японские острова представляют собой микроконтинент (некоторые исследователи рассматривают архипелаг как островную дугу, но Япония отличается от них повышенной мощностью и площадью коры) над зоной субдукции, которая входит в состав Тихоокеанского огненного кольца. В этой зоне субдукции поглощается океаническая кора Филиппинской и Тихоокеанской плит. Гора Фудзи расположена в точке, где встречаются Евразийская, Филиппинская и Охотская плиты.
Гора Фудзи расположена в районе многолетней вулканической активности, поверх нескольких древних вулканов. Выделяется четыре этапа вулканизма, которые сформировали гору. Сначала здесь изливались андезитовые лавы, из которых образовался вулкан Сен-Комитакэ, затем они сменились базальтовым вулканом Комитакэ. Примерно 80 000 лет назад сформировался так называемый «Старый Фудзи». Современная гора называется «Юный Фудзи» и начала свой рост 11—8 тысяч лет назад. От 8 до 4,5 тысяч лет назад здесь неоднократно происходили вулканические взрывы, а затем в течение целого тысячелетия — обильные излияния лавы. Для современного этапа истории вулкана характерны базальтовые магмы. На склонах вулкана открылось более сотни побочных кратеров и расщелин. Потоки лавы перекрыли реки и ручьи, верховья которых находились к северу от вулкана, в горах Мисака, — так возникли Пять озёр Фудзи (Сегодня популярное в Японии курортное место).
С 781 года произошло 12 взрывных, изливающих базальтовую лаву извержений. Крупнейшие 800, 864 и 1707—1708 годах. Последнее — самое сильное за историческое время: на восточном склоне появился новый кратер (Хоэй-дзан), а выброшенный пепел покрыл улицы города Эдо (современный Токио) 15-сантиметровым слоем. Название Хоэй-дзан используется также для локального пика на краю нового маленького кратера.
Несмотря на сложную историю, вулкан развился в коническую гору, имеющую схожие очертания со всех сторон; Хоэй-дзан слегка нарушает симметрию. Фудзи представляет собой типичный стратовулкан.

## Климат
| Показатель                    | Янв.  | Фев.  | Март  | Апр.  | Май   | Июнь  | Июль | Авг. | Сен.  | Окт.  | Нояб. | Дек.  | Год  |
| ----------------------------- | ----- | ----- | ----- | ----- | ----- | ----- | ---- | ---- | ----- | ----- | ----- | ----- | ---- |
| Абсолютный максимум, °C       | −1,7  | 0,0   | 1,0   | 4,7   | 12,2  | 12,3  | 17,4 | 17,8 | 16,3  | 10,4  | 6,9   | 3,6   | 17,8 |
| Средний суточный максимум, °C | −15,7 | −14,7 | −10,9 | −5,7  | −0,8  | 3,6   | 7,5  | 9,3  | 6,1   | −0,1  | −6,4  | −12,2 | −3,4 |
| Средняя температура, °C       | −18,4 | −17,8 | −14,2 | −8,7  | −3,4  | 1,1   | 4,9  | 6,2  | 3,2   | −2,8  | −9,2  | −15,1 | −6,2 |
| Средний суточный минимум, °C  | −21,7 | −21,5 | −17,8 | −12,1 | −6,5  | −1,6  | 2,4  | 3,6  | 0,4   | −5,8  | −12,2 | −18,3 | −9,3 |
| Абсолютный минимум, °C        | −37,3 | −38   | −33,9 | −27,8 | −18,9 | −13,1 | −6,9 | −4,3 | −10,8 | −19,5 | −28,1 | −33   | −38  |
| Источник: JMA                 |       |       |       |       |       |       |      |      |       |       |       |       |      |

## Образ в культуре
Классический образ священной горы Фудзи — курящийся вулкан с острой вершиной, вечно покрытый льдом. Японцы считали её горой даосских бессмертных; поднимающийся дым якобы исходил от зажжённого в жерле эликсира бессмертия. Любой, кто покорит вершину, это бессмертие приобретёт.
По словам историка и учёного-япониста Александра Мещерякова, данный образ Фудзиямы, воспетый в литературе и изобразительном искусстве, сильно отличается от реального.
Когда художник периода Эдо давал жизнь своему панно, нарисовав «Истинный Вид горы Фудзияма», он вовсе не подразумевал, что его живопись должна близко напоминать реальную гору. Скорее это был «истинный вид», изображающий её прекрасную форму, чтобы люди видели, какой гора Фудзияма должна быть.
В частности, не соответствует действительности распространённое представление о Фудзи как о горе, скованной вечными снегами: два месяца в году — в июле и августе — снега нет.
Также неверными являются принятые в японском искусстве очертания горы: склоны её часто изображаются отвесными и неприступными, часто «под 45 градусов»; иногда Фудзи даже представляется в виде конуса, покорить который способны лишь избранные (по легенде, это удалось принцу Сётоку).
Первые письменные свидетельства о вершине приходятся примерно на VIII век, когда Фудзи была ещё действующим вулканом. Именно с этих пор и начал формироваться эталонный образ горы среди столичной элиты, проживавшей в это время примерно в 450 км от неё.
Мещеряков отмечал, что, несмотря на сильное извержение 1707 года, «японские художники предпочитали по-прежнему рисовать красивую и спокойную Фудзи, как если бы ничего не случилось».
Очертания горы Фудзи получили первоначальную известность в мире благодаря японским гравюрам укиё-э эпохи Эдо. Широко известны сборники гравюр «Тридцать шесть видов Фудзи» Хокусая, одноимённый сборник Хиросигэ, «Сто видов Фудзи» Хокусая.
Фудзи является действующим синтоистским святилищем и на её склонах расположены культовые постройки японской традиционной религии синто.
Имя священной горы носит множество японских компаний (среди них — Fujifilm, Fuji Television, Fuji Heavy Industries и другие). По словам журналиста Всеволода Овчинникова, список этих компаний занимает «восемь страниц телефонной книги». Подобная спекуляция в научной среде считается кощунством, и учёными был предложен специальный налог, который нужно взимать за коммерческое использование данного имени.

## Восхождение
Гора Фудзи является популярным в Японии и за её пределами местом среди туристов. С 1 июля по 27 августа на горе работают центры спасения и многочисленные ямагоя (山小屋 — «горная избушка»), где можно купить еду и напитки, а также отдохнуть на спальных полках. Поэтому данный период считается наиболее безопасным и удобным для восхождения. В остальное время вершина Фудзи покрыта толстым слоем снега. Также в начале сезона некоторые маршруты, где снег ещё остался, могут быть закрыты.
Гора разбита на 10 уровней, гомэ (合目). От 5-го уровня, гогомэ, до вершины ведут 4 маршрута: Кавагутико, Субасири, Готэмба и Фудзиномия. Также существуют маршруты от подножия горы: Сёдзико, Ёсида, Суяма и Мураяма.
От озера Кавагутико до 5-го уровня, гогомэ, на северной стороне (2300 м) проложена платная трасса Субару лайн, по которой курсируют регулярные автобусы. Там размещены большая парковка и множество ресторанов. Также на маршруте от гогомэ со стороны Кавагутико расположено наибольшее количество ямагоя. Большинство туристических туров проложено через него. Восхождение от гогомэ к вершине по любому из маршрутов может занять от трёх до восьми часов (не считая отдых в ямагоя), спуск — от двух до пяти часов.
Помимо обычных маршрутов, существуют маршруты, проложенные параллельно, для бульдозеров. Бульдозерами доставляют различные товары и материалы для ямагоя и магазинчиков на вершине горы, а также эвакуируют людей, которым требуется немедленная медицинская помощь. Использовать эти маршруты крайне опасно, так как они не укреплены и совершенно не защищены от камней, которые могут скатиться сверху. Несмотря на это, несколько раз были замечены велосипедисты, спускающиеся по этим маршрутам. Однако это может быть опасно как для велосипедиста, из-за большой крутизны и скорости, так и для людей, поднимающихся по проложенным рядом пешеходным маршрутам, из-за камней, которые могут отскочить из-под колёс.
Каждый год Фудзи посещают приблизительно 200 000 человек, 30 % из которых — иностранцы.

## Туризм
Для борьбы с систематическими нарушениями общественного порядка и разбрасыванием мусора власти решили ограничить поток туристов и ввести плату в размере 4000 иен на все четыре основные тропы для восхождения в префектуре Яманаси и префектуре Сидзуока.
Также для путешественников построены биотуалеты. Это единственные платные туалеты в Японии (200 иен). Некоторые из них имеют подогрев сиденья. Ряд туалетов работает в автоматическом режиме — питание осуществляется от солнечных батарей.

## Парапланеризм на Фудзи
Полёты с вершины возможны, но не популярны из-за сильного ветра; подходящая погода иногда случается рано утром. Полёты в районе над автостоянками Готэмба и Субасири часты, хотя порой затруднены сильным ветром и облаками. Многие школы используют пологий склон между Готэмбой и Субасири для тренировок.
- Вид на гору Фудзи со стороны Омотэтандзава
- Вид на гору Фудзи с искусственного спутника Земли
- Вертолёт SH-60F Ocean Hawk ВМС США на фоне горы Фудзи